# トンスラ (小説)
『トンスラ』は、
1. 都築浩が2006年5月に発表した小説作品。
2. 小説を原作として日本テレビで2008年10月から12月まで、毎週土曜深夜（0時55分 - 1時25分）のサタデーTVラボ枠で放映されていたテレビドラマ。
3. 都筑浩原案で週刊コミックバンチ（都築浩・原案、しりあがり寿・漫画、新潮社）で2008年40号から2009年まで連載した漫画作品。

本稿では特に記述がない限り主にテレビドラマ作品について記述する。

## 概要
作家の柏葉ミカと新しくミカの担当編集者となった藪田秀彦が奇妙な経緯でミカと同居することになったその後の様子を描く。
タイトルの「トンスラ」（英語: tonsure）はキリスト教の聖職者が行うシンボル的髪型の意味。

## 登場人物
柏葉ミカ（かしわば みか） - 吉高由里子
22歳。女子高生作家としてデビューした経歴を持つ。デビュー作「DOG'NN ROLE」がベストセラーとなる。同作で霧山文学賞受賞。
藪田秀彦（やぶた ひでひこ） - 温水洋一
通称ヤブ。幼冬舎（ようとうしゃ）勤務。スランプに陥ったミカに監禁され共同生活が始まる。
久留米舞（くるめ まい） - 加護亜依
1990年生まれの現役女子高生作家。デビュー作「鬼にピアノ」がベストセラーとなる。同作で正木賞受賞。
柏葉健一 - 羽場裕一
ミカの父親。「宗教法人 子羊の集い」で世田谷教区長を務める。
※もともと父親役は加勢大周で収録されていたが、逮捕を受けて羽場に交代し撮り直された。加勢が出演しているのは第1話での次週予告のみ。
教祖 - 柳憂怜
柏葉健一とともに「宗教法人 子羊の集い」を設立。信者を増やすため、ミカを利用しようとする。
教団の企画部長 - 中川礼二
教祖の手下。
編集長 - 粟根まこと
藪田の上司。
編集部員 - 加藤歩（ザブングル）
藪田の後輩。
慶（けい） - 山根和馬
ミカの元カレ。デザイナー。
安美（やすみ） - 朝倉えりか
ミカの友人。自殺を考えていたが、偶然電話に出た藪田と話したことで思いとどまる。
ユウコ - 平田薫
慶の彼女。
藪田譲治（やぶた　じょうじ） - 大和田伸也
藪田の父親。藪田に無理矢理お見合いをさせる。
真城寺朱美（しんじょうじ　あけみ） - 中野公美子
真城寺財閥の令嬢。藪田とお見合いをする。
猿島マネージャー - 江口のりこ
豊臣妙子（とよとみ たえこ） - 佐田真由美　※ミカが想像した豊臣妙子 - 井上佳子
藪田に対しストーカー行為をしている女性。
そば屋の店長 - 松尾伴内
藪田を店員と勘違いし、出前を届けさせる。
そば屋の客 - 藪下秀樹
※主人公・藪田秀彦のモデルとなった人物で、宝島社の編集者。
SAT隊長 - 津田寛治
立てこもり事件の陣頭指揮をとる。
テレビ局の記者 - ノゾエ征爾
立てこもり事件の取材を担当。
吉原嗣雄（よしはら　つぐお） - 利重剛
藪田がコンビニで出会った男。妻と2人の子どもをつれている。
吉原の妻 - 広田レオナ
送迎車の運転手 - 田中要次
板東英二（ばんどう えいじ） - 板東英二
劇中テレビ番組『黄身といつまでも』の司会者。
原一男（はら かずお） - 原一男
劇中テレビ番組『緊急報道プロジェクト』のナビゲーター。
エバ - ユリサ
劇中テレビ番組『エバとまゆみの土足でZUKAZUKA』のリポーター。
まゆみ - 森ともみ
劇中テレビ番組『エバとまゆみの土足でZUKAZUKA』のリポーター。

## スタッフ
- 原作：都築浩
- 音楽：坂口修 (O.S.T.INC)
- ナレーション：銀河万丈
- 予告ナレーション：温水洋一　※クレジット表示なし
- プロデューサー：伊藤響、武藤大司、杉田浩光、小林みつこ
- コンテンツ：菊地大輔
- 企画制作：日本テレビ
- 制作：テレビマンユニオン
- 制作協力：電通
- 製作著作：D.N.ドリームパートナーズ、電通、vap、テレビマンユニオン

## 主題歌
- チャットモンチー『染まるよ』

## サブタイトル
| 各話   | 放送日         | サブタイトル     | 脚本              | 演出       |
| ------ | -------------- | ---------------- | ----------------- | ---------- |
| 第1回  | 2008年10月5日  | 第1日目「受難」  | 都築浩 三木聡     | 三木聡     |
| 第2回  | 2008年10月12日 | 第2日目「啓示」  | 柿本流 守屋健太郎 | 守屋健太郎 |
| 第3回  | 2008年10月19日 | 第3日目「洗礼」  | 柿本流 守屋健太郎 | 守屋健太郎 |
| 第4回  | 2008年10月26日 | 第4日目「降臨」  | 田中誠            | 田中誠     |
| 第5回  | 2008年11月2日  | 第5日目「巡礼」  | 田中誠            | 田中誠     |
| 第6回  | 2008年11月9日  | 第6日目「贖罪」  | 佐野達也          | 佐野達也   |
| 第7回  | 2008年11月16日 | 第7日目「鬼憑」  | ブルースカイ      | 本田隆一   |
| 第8回  | 2008年11月23日 | 第8日目「救世」  | ブルースカイ      | 本田隆一   |
| 番外編 | 2008年11月30日 | 裏側 一挙公開    |                   | 城後真紀   |
| 第9回  | 2008年12月7日  | 第9日目「福音」  | 小林正樹          | 小林正樹   |
| 第10回 | 2008年12月14日 | 第10日目「殉教」 | 宇治田隆史        | 熊切和嘉   |
| 第11回 | 2008年12月21日 | 第11日目「追放」 | 都築浩            | 仁木啓介   |
| 最終回 | 2008年12月28日 | 第12日目「奇跡」 | 都築浩            | 仁木啓介   |

## 出版物
小説版
- 幻冬舎、2006年5月初版 / 2008年9月文庫版。ISBN 978-4344411999

コミック版（新潮社）
1. 第1巻、2008年11月8日。ISBN 978-4107714299